# La Robe noire
La Robe noire est le quatorzième album de la série de bande dessinée Buddy Longway, paru en 1985.

## Personnages
- Buddy Longway : trappeur d'une quarantaine d'années
- Gregor et Mariska Komonczy : émigrants hongrois, ils se dirigent vers la Californie, mais sont allés trop au nord. Gregor joue du violon (du Liszt). Mariska est enceinte. Le mari a les traits de Grzegorz Rosinski.
- Xavier Baron : ethnologue français. Étudie les peaux rouges. Traits de George Pernin, scénariste et ami de Derib.
- père Jean Morin : prêtre venu évangéliser les tribus indiennes.
- Loup Noir : indien Cree.

## Synopsis
L'hiver approche, Buddy, les Komonczy et Xavier Baron sont en route pour un camp de colons. Ils n'auront pas le temps d'arriver : Mariska accouche d'un fils, dans le charriot. Buddy est nostalgique de sa famille, il y a presque un an qu'il a quitté Chinook et Kathleen. Ils reprennent la route, passent près d'un campement Crees. Partie chercher du bois, Mariska est enlevée par Loup Noir qui veut l'épouser. Buddy et Gregor parviennent à l'échanger contre le violon de Gregor, "grande médecine" qui leur a permis de traverser la forêt sacrée des Grands Hommes. Le lendemain, les indiens rendent à Gregor son violon, ils n'arrivent pas à en jouer. Gregor donne sa montre en échange, elle aussi fait un beau bruit.
Ils sont suivis, un cheval disparait, on leur vole de la nourriture. Buddy parvient à piéger l'individu : barbu, chevelu, c'est un blanc amnésique. Baron reconnaît le père Morin. Peu à peu l'homme reprend ses esprits et raconte son histoire : parti à la recherche des géants de la forêt, il a perdu connaissance. Il a été recueilli par la tribu de Loup Noir. En voyant des blancs, il a décidé de les suivre. Il ne sait toujours pas si les géants existent ou non, mais il a découvert les indiens en vivant avec eux.
Ils sont presque à destination lorsqu'ils sont attaqués par une bande d'indiens rendus fou furieux : des blancs ont abattu des bisons, sans leur demander et pendant la grande chasse d'automne. La cavalerie les met en déroute. Pour Baron, il est trop tard, une flèche l'a atteint. Le père Morin l'enterre dans sa soutane. Il renonce à sa prêtrise pour retourner chez les Crees et peut-être les aider. La cavalerie accompagnera les Komonczy jusqu'au camp. En partant, Gregor offre à Buddy son carnet de route. Buddy repart vers les territoires sioux, où il espère retrouver Chinook et Kathleen.